# Commercial-Crew-Programm

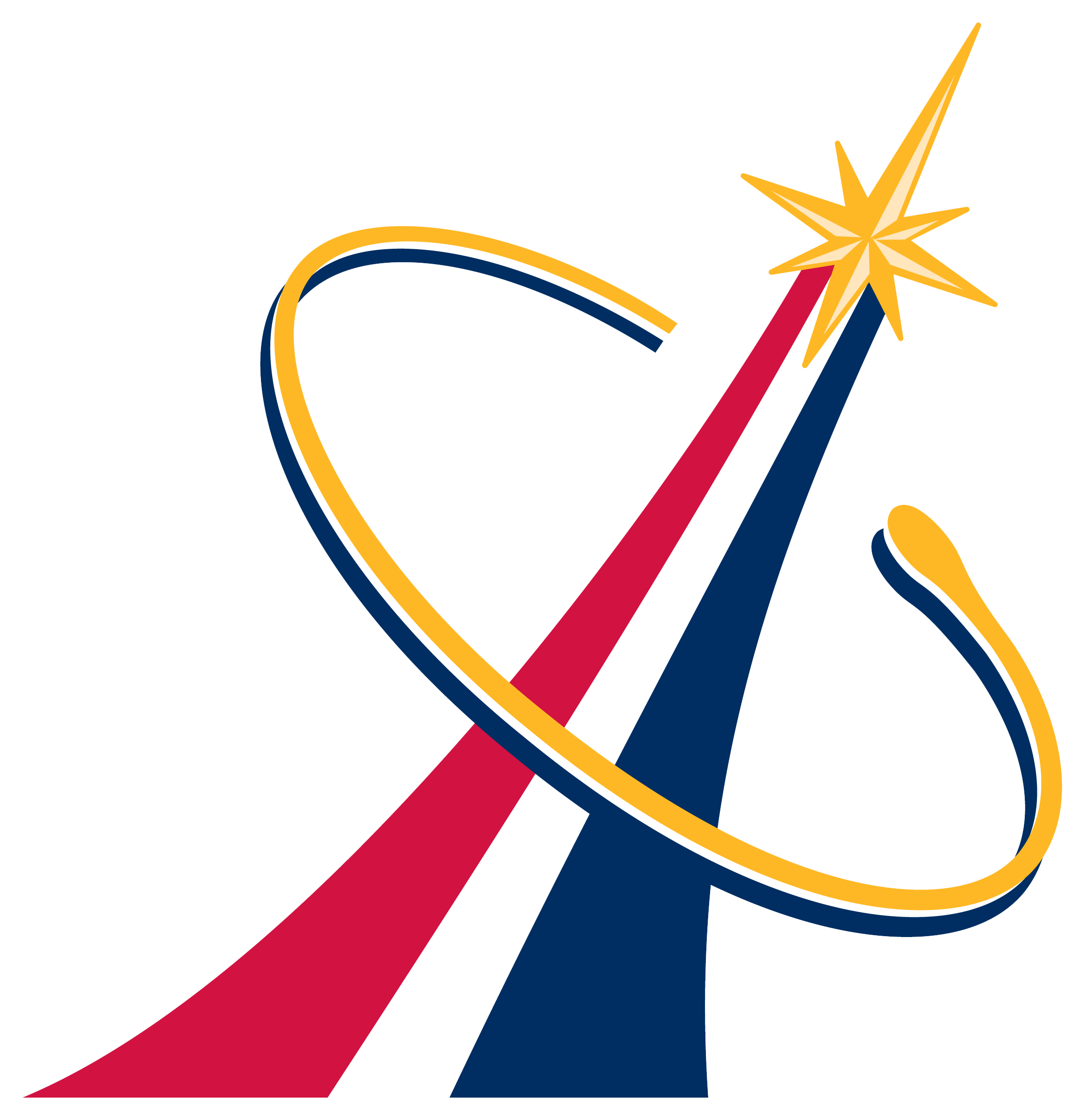
Logo des Commercial Crew Programms (CCDev Phase 2)

Das Commercial Crew Program (CCP) ist ein Raumfahrtprogramm der amerikanischen Raumfahrtbehörde NASA. Es wurde Anfang der 2010er Jahre geschaffen, um nach der Einstellung der Space-Shuttle-Flüge wieder einen eigenen bemannten Weltraumzugang für die USA bereitzustellen. Im Rahmen des Teilprogramms Commercial Crew Development (CCDev) unterstützte die NASA mehrere Unternehmen bei der Entwicklung privat betriebener Raumschiffe, mit denen niedrige Erdumlaufbahnen und insbesondere die Internationale Raumstation (ISS) angeflogen werden sollen. Daraus gingen die Raumschiffe Crew Dragon von SpaceX und CST-100 Starliner von Boeing hervor.

## Entwicklungsverträge

### Verlauf
Das CCDev-Programm wird vom Commercial-Crew-and-Cargo-Program-Office (C3PO) der NASA verantwortet. Innerhalb des CCDev-Programmes schloss die NASA mit verschiedenen Firmen Verträge ab, um Technologien und Systeme für den bemannten Raumflug zu entwickeln. Hierzu wurden im Jahr 2010 (CCDev1) erstmals insgesamt 50 Millionen US-Dollar an fünf US-amerikanische Firmen ausgezahlt, um die Forschung und Entwicklung von Konzepten und Technologien zu unterstützen. Ursprünglich sollte das Programm einen Umfang von 150 Millionen US-Dollar umfassen.
Im Jahr 2011 (CCDev2) wurden insgesamt 270 Millionen US-Dollar vergeben. Der größte Posten ging dabei an Boeing zur Weiterentwicklung des CST-100 Starliner bis zu einer testreifen Raumkapsel. Die Sierra Nevada Corporation (SNC) bekam Unterstützung für den Dream Chaser und SpaceX für die Entwicklung des Dragon-2-Raumschiffs. Außerdem bekam Blue Origin Unterstützung für ein Konzept eines bikonischen Fahrzeugs, das zunächst auf einer konventionellen Rakete und später auf einem wiederverwendbaren Boostersystem gestartet werden soll.
Im August 2012 wurde die dritte Förderungsrunde (CCiCap) beschlossen. Mit Boeing (CST-100), SpaceX (Dragon) und Sierra Nevada Corp. (Dream Chaser) wurden jetzt noch drei Unternehmen gefördert.
Die Förderungen der ersten Phase zur Zertifizierung (CPC) wurde im November 2012 veröffentlicht. Die Unternehmen sollten Sicherheits- und Leistungaspekte mit der NASA diskutieren und gemeinsame Standards entwickeln. Insgesamt wurde dieses mit 30 Millionen US-Dollar gefördert.
In der vorerst letzten Runde und der zweiten Phase der Zertifizierung, Commercial Crew Transportation Capability (CCtCap), wurden im September 2014 dann die Aufträge in einem Umfang von 6,8 Milliarden US-Dollar für die eigentlichen Transportsysteme vergeben. Nur noch Boeing und SpaceX wurden berücksichtigt. SNC, die ein günstigeres Angebot als Boeing abgegeben hatte, legte erfolglos Einspruch gegen die Auftragsvergabe an Boeing und SpaceX ein. Im parallelen CRS-Programm erhielt eine unbemannte Version des Dream Chasers später den Zuschlag, um Frachtflüge zur ISS unternehmen.

### Förderungen
Commercial Crew Development Runde 1 (CCDev1)
- Blue Origin – erhielt 3,7 Millionen US-Dollar für die Entwicklung des integrierten Rettungssystem der New-Shepard-Raumkapsel
- Boeing – erhielt 18 Millionen US-Dollar für die Entwicklung der CST-100-Raumkapsel
- Paragon Space Development Corporation – erhielt 1,4 Millionen für die Entwicklung eines Lebenserhaltungssystems
- Sierra Nevada Corporation – erhielt 20 Millionen US-Dollar für die weitere Entwicklung des Dream Chaser
- United Launch Alliance – erhielt 6,7 Millionen US-Dollar für die weitere Entwicklung ihres Emergency Detection System (= EDS) zur Verbesserung der Sicherheit der Atlas-V- und Delta-IV-Trägerraketen.

Commercial Crew Development Runde 2 (CCDev2)
- Blue Origin – 22 Millionen US-Dollar, später gestrichen
- Boeing – 92,3 Millionen US-Dollar und später noch einmal 20,6 Millionen US-Dollar
- Sierra Nevada Corporation – 80 Millionen US-Dollar und später zusätzlich 25,6 Millionen US-Dollar
- SpaceX – 75 Millionen US-Dollar für die Entwicklung des Dragon-V2-Raumschiffs

Commercial Crew Integrated Capability (CCiCap)
- Boeing – 460 Millionen US-Dollar
- Sierra Nevada Corporation – 212,5 Millionen US-Dollar
- SpaceX – 440 Millionen US-Dollar

Später gab es noch weitere 20 Millionen für Boeing, 20 Millionen für SpaceX und 15 Millionen für Sierra Nevada Corporation für das Erreichen von optionalen, aber vorher vereinbarten, Meilensteinen.
Certification Products Contracts (CPC)
- Boeing – 9,993 Millionen US-Dollar
- Sierra Nevada Corporation – 10 Millionen US-Dollar
- SpaceX – 9,589 Millionen US-Dollar

Commercial Crew Transportation Capability (CCtCap)
- Boeing – 4,2 Milliarden US-Dollar
- SpaceX – 2,6 Milliarden US-Dollar

## Einsatz

### Start- und Landeplätze
Alle Missionen des Commercial Crew Program starten von der Cape Canaveral Space Force Station in Florida. Dieser Weltraumbahnhof war auch Ausgangspunkt aller früheren bemannten US-Raumflüge. Die SpaceX-Raumschiffe wassern nach ihrer Rückkehr im Atlantik vor der Küste Floridas, während der CST-100 Starliner in einer Wüste im Südwesten der USA landet.

### Testflüge
Es sind vier Testflüge zur ISS vorgesehen – je ein unbemannter Flug pro Anbieter (SpX-DM1 und Boe-OFT) und je ein bemannter Flug (SpX-DM2 und Boe-CFT). Diese sollten nach ursprünglicher Planung spätestens 2017 stattfinden, verschoben sich jedoch wegen Problemen bei der Entwicklung beider Raumschiffe auf 2019–2020.
Zuvor absolvierten beide Raumschiffe einen Startabbruchtest (pad abort test), mit dem das Rettungssystem erprobt wurde. Der SpaceX-Test im Mai 2015 verlief planmäßig; beim Boeing-Test im November 2019 entfalteten sich hingegen nur zwei von drei Fallschirmen, weil ein Haltebolzen nicht richtig angebracht war. SpaceX führte zusätzlich im Januar 2020 erfolgreich einen Test des Rettungssystems im Flug durch (in-flight abort test). Boeing verzichtete auf diesen Test und versucht stattdessen, die volle Funktionstüchtigkeit des Rettungssystems mit Computersimulationen nachzuweisen.

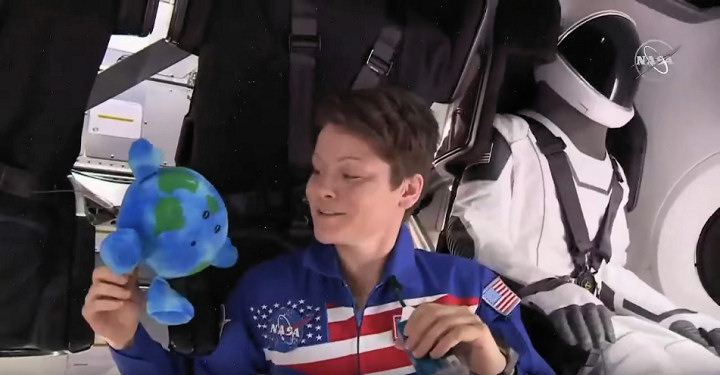
Die ISS-Astronautin Anne McClain begrüßt ein Erde-Kuscheltier in der Dragon-2-Kapsel während der SpX-DM1-Mission

Der erste Flug zur ISS fand im März 2019 mit der unbemannten Mission SpX-DM1 statt und wurde als Erfolg gewertet. Bei der Boeing-Mission Boe-OFT im Dezember 2019 traten hingegen mehrere Softwareprobleme auf. Durch manuelle Eingriffe des Missionskontrollzentrums konnte ein Verlust des Raumschiffs verhindert werden, aber es war kein Anflug der ISS mehr möglich. Die Mission wurde im  Mai 2022 als Orbital Flight Test-2 wiederholt.
Der erste bemannte Testflug wurde am 30. Mai 2020 im Rahmen der SpaceX-Mission SpX-DM2 erfolgreich durchgeführt.

### Reguläre Zubringerflüge
Seit Abschluss der Testphase fliegt die Crew Dragon die ISS zwei Mal pro Jahr an. Die USA übernimmt damit die Hälfte der ISS-Zubringerflüge, während weiterhin jährlich zwei russische Sojus-Raumschiffe vom Kosmodrom Baikonur starten. Der Starliner ist noch nicht für reguläre Zubringerflüge eingeplant.

### Missionsliste
Stand: 24. April 2024
| Nr. | Name          | Startdatum      | Raumschiff  | Trägerrakete | Landedatum            | Anmerkungen                                                                         |
| --- | ------------- | --------------- | ----------- | ------------ | --------------------- | ----------------------------------------------------------------------------------- |
| 1   | SpX-DM1       | 2. März 2019    | Crew Dragon | Falcon 9     | 8. März 2019          | unbemannter Testflug                                                                |
| 2   | Boe-OFT       | 20. Dez. 2019   | Starliner   | Atlas V      | 22. Dez. 2019         | unbemannter Testflug; ISS nicht erreicht, Mission vorzeitig abgebrochen             |
| 3   | SpX-DM2       | 31. Mai 2020    | Crew Dragon | Falcon 9     | 2. Aug. 2020          | Besatzung: Douglas Hurley, Robert Behnken                                           |
| 4   | SpaceX Crew-1 | 15. Nov. 2020   | Crew Dragon | Falcon 9     | 2. Mai 2021           | Besatzung: Michael Hopkins, Victor Glover, Shannon Walker, Sōichi Noguchi           |
| 5   | SpaceX Crew-2 | 23. April 2021  | Crew Dragon | Falcon 9     | 9. Nov. 2021          | Besatzung: Shane Kimbrough, Megan McArthur, Akihiko Hoshide, Thomas Pesquet         |
| 5   | SpaceX Crew-3 | 9. Nov. 2021    | Crew Dragon | Falcon 9     | 6. Mai 2022           | Besatzung: Raja Chari, Thomas Marshburn, Matthias Maurer, Kayla Barron              |
| 6   | SpaceX Crew-4 | 27. Apr. 2022   | Crew Dragon | Falcon 9     | 14. Okt. 2022         | Besatzung: Kjell Lindgren, Bob Hines, Samantha Cristoforetti, Jessica Watkins       |
| 7   | Boe-OFT2      | 19. Mai 2022    | Starliner   | Atlas V      | 25. Mai 2022          | unbemannter Testflug; ISS erreicht und angedockt, Mission erfolgreich               |
| 8   | SpaceX Crew-5 | 5. Okt. 2022    | Crew Dragon | Falcon 9     | 12. März 2023         | Besatzung: Nicole Mann, Josh Cassada, Kōichi Wakata, Anna Kikina                    |
| 9   | SpaceX Crew-6 | 2. März 2023    | Crew Dragon | Falcon 9     | 4. September 2023     | Besatzung: Stephen Bowen, Warren Hoburg, Sultan al-Nejadi, Andrej Fedjajew          |
| 10  | SpaceX Crew-7 | 26. August 2023 | Crew Dragon | Falcon 9     | 12. März 2024         | Besatzung: Jasmin Moghbeli, Andreas Mogensen, Satoshi Furukawa, Konstantin Borissow |
| 11  | SpaceX Crew-8 | 4. März 2024    | Crew Dragon | Falcon 9     | August 2024 (geplant) | Besatzung: Matthew Dominick, Michael Barratt, Jeanette Epps, Alexander Grebenkin    |